# Carex picta
Carex picta är en halvgräsart som beskrevs av Ernst Gottlieb von Steudel. Carex picta ingår i släktet starrar, och familjen halvgräs. Inga underarter finns listade i Catalogue of Life.